# Pierre d’Ornellas

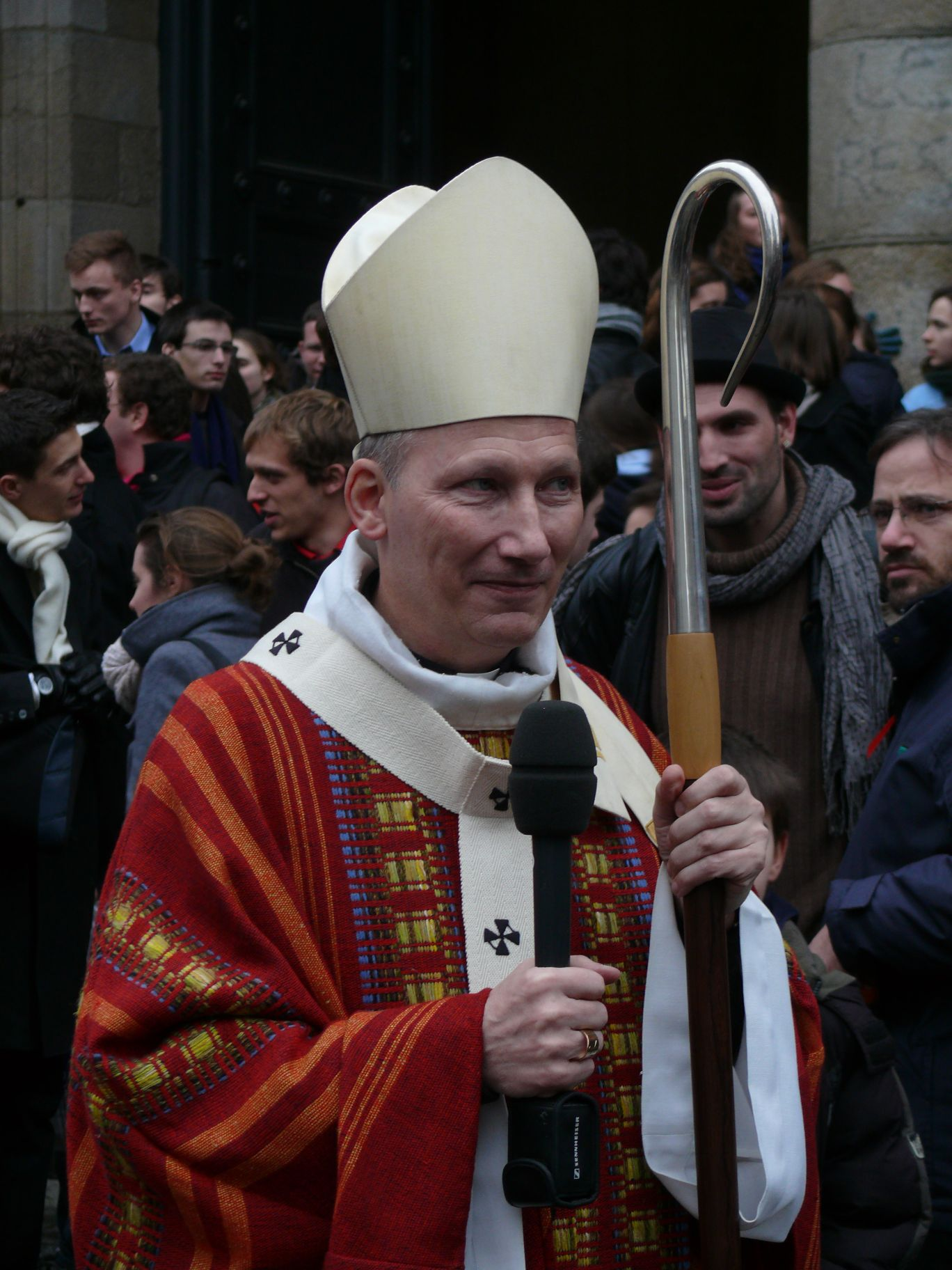
Erzbischof Pierre d’Ornellas (2012)

Erzbischofswappen

Pierre Paul Oscar d’Ornellas (* 9. Mai 1953 in Paris) ist ein französischer Geistlicher und römisch-katholischer Erzbischof von Rennes.

## Leben
Pierre d’Ornellas empfing am 15. August 1984 die Priesterweihe.
Papst Johannes Paul II. ernannte ihn am 4. Juli 1997 zum Titularbischof von Naraggara und zum Weihbischof in Paris. Die Bischofsweihe spendete ihm der Erzbischof von Paris, Jean-Marie Kardinal Lustiger, am 10. Oktober desselben Jahres; Mitkonsekratoren waren Claude Frikart CIM, Weihbischof in Paris, und Raymond Bouchex, Erzbischof von Avignon. Sein Wahlspruch ist Propter nimiam caritatem suam.
Papst Benedikt XVI. ernannte ihn am 19. Oktober 2006 zum Koadjutorerzbischof von Rennes. Nach dem Tod François Saint-Macarys folgte er diesem am 26. März 2007 im Amt des Erzbischofs von Rennes nach.